# Jean-Marie Duvergier de Hauranne
Jean-Marie Duvergier de Hauranne (21 mai 1771 - 20 août 1831) est un homme politique français.

## Biographie

### Vie privée
Jean-Marie Duvergier de Hauranne appartenait à une honorable famille de négociants de Rouen qui comptait parmi ses grands-oncles l'abbé de Saint-Cyran, Jean Duvergier de Hauranne, personnage célèbre dans l'histoire du jansénisme. 
Il est le fils de Pierre Léon Duvergier de Belay (1735-1776), négociant, échevin et juge-consul de Rouen (1771), secrétaire du roi audiencier en la chancellerie près le parlement de Normandie (1771), et de Marie Thérèse Rosalie Lemoyne, sœur du général Marc-Antoine Lemoyne. Il épouse Victoire Quesnel, fille de François Prosper Quesnel, négociant et échevin de Rouen, et de Victoire de La Vigne. Elle est la nièce de John Holker, Jr..
De leur union naît un fils, Prosper Duvergier de Hauranne qui, après s’être fait une brillante réputation dans la presse, fut député sous le gouvernement de Juillet, représentant du peuple à l’Assemblée constituante de 1848 et à l’Assemblée législative l’année suivante, et entra en 1870 à l’Académie française.

### Vie publique
Destiné au service de la marine, il s’embarqua fort jeune sur un vaisseau de la République et assista à la fameuse bataille du 13 prairial an II.
Après avoir quitté le service pour se livrer au commerce, Il devint l’un des plus habiles et des plus riches négociants de Rouen lorsque l’estime et à la considération de ses concitoyens lui valut d’être nommé membre du tribunal et de la chambre de commerce, administrateur des hospices, chef de bataillon de la garde nationale et, plus tard, adjoint au maire de Rouen. Élu en 1815, par le corps électoral de la Seine-Inférieure, député à la Chambre dite introuvable, Duvergier de Hauranne fit partie de la minorité dont une fraction était ministérielle. Nommé membre de la commission chargée d’examiner le projet de loi d’amnistie, Il fut l’un des trois commissaires qui ne partagèrent point l’opinion de la majorité, et combattit vigoureusement les amendements du comte de Corbière relatifs au bannissement des régicides et aux catégories.
En janvier 1816, Duvergier de Hauranne se prononça contre la proposition tendant à confier exclusivement l’Instruction publique au clergé, et s’opposa, dans un comité secret, à ce que l’état civil des citoyens soit rendu aux paroisses. Lors de la dissolution de la Chambre, le 5 septembre 1816, Duvergier, réélu le mois suivant par son département, devint questeur de la Chambre et fut appelé par le roi à faire partie de la commission chargée de préparer le budget de 1817 et de poser les bases du crédit public.
Remplissant son mandat avec une scrupuleuse exactitude, Duvergier de Hauranne aborda souvent la tribune et parla dans presque toutes les questions d’administration, de commerce, de finances, de douanes et de régime colonial. Il défendit à cette tribune et dans les comités la liberté de la presse, combattit l’opportunité de l'expédition d'Espagne, s’éleva avec énergie contre toutes les mesures violentes, et surtout contre l’exclusion de la Chambre du député Manuel.
Rendu à ses affaires et à la vie privée en 1823, à la suite de sa non-réélection due à son opposition au ministère, Duvergier de Hauranne écrivit un ouvrage important, intitulé De l’Ordre légal en France, 1825-1828, 2 vol. in-8°. Ses autres publications, composées de brochures politiques, ont pour titres : Discussion sur les délits de la presse, session de 1816, Paris, 1817, in-8° ; Réponse à M. Benjamin Constant, Paris, 1818, in-8°; Réflexion sur l’organisation municipale, Paris, 1818 ; Égalité du partage et du droit d’aînesse, Paris, 1820 ; Opinions et Répliques sur l’Université et l’École de Médecine, prononcées dans la séance du 10 avril 1823, Paris, 1823 ; Discours improvisé sur le projet d’adresse au roi, Paris, 1823 ; Coup-d’œil sur l’Espagne, Paris, 1821 ; Du Jury anglais et du Jury français, Paris, 1827 ; Lettre sur les élections anglaises et sur la situation de l’Irlande, Paris, 1828.
Il meurt en 1831 et est inhumé au cimetière du Père-Lachaise (13e division).

## Famille
Il épouse, le 25 avril 1797, Victoire Quesnel, fille de François Prosper Quesnel et de Victoire Delavigne. Ils ont un enfant :
- Prosper Duvergier de Hauranne (3 août 1798 - 19 mai 1881) épouse Camille Cécile Micoud d'Humons (15 novembre 1808 - 25 mars 1878), dont descendance.

## Distinctions

### Décorations
- Chevalier de la Légion d'honneur (décret du 1er mai 1821)[3]

## Œuvres
- De l’Ordre légal en France et des abus d'autorité, Paris, Baudouin frères, 1826
- Opinion sur le projet de loi relatif aux journaux, Paris, Hacquart, 1817